# Edward Siarka
Edward Siarka (ur. 7 lipca 1963 w Rabce) – polski polityk, samorządowiec i nauczyciel, poseł na Sejm V, VI, VII, VIII, IX i X kadencji, w latach 2020–2023 wiceminister w resortach odpowiedzialnych za środowisko.

## Życiorys
Pochodzi z Podsarnia. W 1988 ukończył studia na Wydziale Filozoficzno-Historycznym Uniwersytetu Jagiellońskiego w Krakowie, a w 2004 studia podyplomowe z zakresu doradztwa europejskiego w Wyższej Szkole Filozoficzno-Pedagogicznej „Ignatianum” w Krakowie.
Pracował jako nauczyciel historii, był dyrektorem Szkoły Podstawowej w Podsarniu. Od 1994 do 1997 zasiadał w zarządzie gminy, następnie od 1998 do 2005 pełnił funkcję wójta gminy Raba Wyżna. W latach 1998–2002 był także radnym powiatu nowotarskiego z listy Akcji Wyborczej Solidarność.
W 1994 został członkiem ochotniczej straży pożarnej. W 2010 został wybrany na stanowisko prezesa zarządu małopolskiego oddziału wojewódzkiego Związku Ochotniczych Straży Pożarnych RP. W 2022 objął funkcję wiceprezesa ZG ZOSOP RP.
Działał w Partii Chrześcijańskich Demokratów i Stronnictwie Konserwatywno-Ludowym, następnie przystąpił do Prawa i Sprawiedliwości. W wyborach parlamentarnych w 2005 z listy PiS został wybrany na posła V kadencji w okręgu nowosądeckim. W wyborach w 2007 po raz drugi uzyskał mandat poselski, otrzymując 15 697 głosów. W wyborach w 2011 z powodzeniem ubiegał się o reelekcję, dostał 13 264 głosy. W Sejmie VII kadencji przystąpił do klubu parlamentarnego Solidarna Polska, a następnie zajął się tworzeniem struktur powstałej w 2012 partii o tej nazwie na Podhalu. Objął funkcję przewodniczącego powołanej w grudniu 2013 rady głównej tego ugrupowania. Był kandydatem Solidarnej Polski w wyborach do Parlamentu Europejskiego w 2014, jednak partia nie osiągnęła progu wyborczego. W lipcu 2014 zasiadł w klubie parlamentarnym Sprawiedliwa Polska, od marca 2015 działającym pod nazwą Zjednoczona Prawica. W 2015 został ponownie wybrany do Sejmu, otrzymując 13 953 głosy. W wyborach w 2019 uzyskał mandat poselski na kolejną kadencję (dostał 21 561 głosów). W listopadzie tego samego roku został wybrany na wiceprzewodniczącego klubu parlamentarnego PiS jako przedstawiciel Solidarnej Polski (w maju 2023 przemianowanej na Suwerenną Polskę).
Na początku października 2020 powołany na sekretarza stanu w Ministerstwie Środowiska i pełnomocnika rządu do spraw leśnictwa i łowiectwa. W tym samym miesiącu, po przekształceniach w strukturze rządu, został sekretarzem stanu w Ministerstwie Klimatu i Środowiska. W wyborach w 2023 kolejny raz z powodzeniem ubiegał się o poselską reelekcję (z wynikiem 18 587 głosów). W grudniu tego samego roku zakończył pełnienie funkcji w administracji rządowej. Jesienią 2024 wraz z Suwerenną Polską przystąpił do PiS.
20 lutego 2025 w Sejmie krzyknął „Kula w łeb!” pod adresem Donalda Tuska w trakcie krytycznego wobec premiera wystąpienia Zbigniewa Ziobry. W reakcji na te słowa Krzysztof Brejza złożył zawiadomienie o możliwości popełnienia przestępstwa do Prokuratury Okręgowej w Warszawie, w której wszczęto postępowanie sprawdzające. 21 lutego poseł został ukarany karą pieniężną przez Prezydium Sejmu na wniosek Szymona Hołowni. Edward Siarka przeprosił za to zachowanie, tłumacząc się, że chodziło mu o nawiązanie do wiersza Władysława Broniewskiego.

## Odznaczenia i wyróżnienia
- Złota Odznaka „Zasłużony dla Ochrony Przeciwpożarowej” (2008)[3]
- Złoty Znak Związku Ochotniczych Straży Pożarnych RP (2011)[3]